# Дадугин, Павел Прохорович
Павел Прохорович Дудагин (1912 — 1944) — советский военный деятель, капитан.

## Биография
Когда умер отец, мать была вынуждена отдать сына, которому не исполнилось ещё и 10 лет, в ученики деревенскому сапожнику. В юности работал на обувной фабрике в Ватолино. Вступил в ВЛКСМ и возглавил фабричную комсомольскую организацию, затем стал членом ВКП(б). Направлялся на работу на Саньковское торфодобывающее предприятие и Клинский стекольный завод № 2. В 1937 назначен председателем партийной организации Клинского торга и на этой должности пробыл до начала Великой Отечественной войны. Осенью 1941 по партийной мобилизации направлен на курсы подготовки политического состава для Красной армии. В июле 1942 стал политработником вновь сформированной 161-й стрелковой дивизии Воронежского фронта. Участвуя в боях во время Белгородско-Харьковской стратегической наступательной операции получил орден Красного Знамени. Во время форсирования Днепра за участие в переправах получил второй. Был смертельно ранен во время освобождения Станислава рядом с башней городской ратуши по улице Зосина Воля. С воинскими почестями похоронен на центральной площади Станислава. В 1948 останки П. П. Дадугина были перенесены с центральной площади на Станиславское воинское кладбище у Советской площади.

## Память
- 27 июля 1945 года улица Зосина Воля, на которой погиб, переименована в улицу Дадугина[укр.]. В начале улицы на постаменте был поставлен танк Т-34.
- В 1973 году одна из молодёжно-комсомольских бригад локомотиво-ремонтного завода в Ивано-Франковске была названа именем Павла Дадугина. В Ивано-Франковском областном краеведческом музее действовала посвящённая капитану Дадугину постоянная экспозиция, где среди его личных вещей был представлен комсомольский билет № 0263144, выданный Клинским районным комитетом ВЛКСМ.